# 東幡豆村
東幡豆村（ひがしはずむら）は、かつて愛知県幡豆郡にあった村である。
現在の西尾市の一部（東幡豆町）に該当する。

## 歴史
- 1878年（明治11年） - 洲崎村、鹿川村、山口村、谷村、森村、彦田村、小見行村、上畑村、桑畑村が合併し、東幡豆村となる。
- 1889年（明治22年）10月1日 - 町村制により、東幡豆村が発足。
- 1906年（明治39年）5月1日 - 幡豆村と合併し、幡豆村が発足。同日東幡豆村は廃止。

## 教育
- 東幡豆尋常小学校（現・西尾市立東幡豆小学校）